# Jorge Pablo Chapoy
Jorge Pablo Chapoy, född 26 april 1973, är en mexikansk bågskytt. Han deltog vid olympiska sommarspelen 2004.